# 구스타프 로흐
구스타프 로흐(독일어: Gustav Roch, 1839년 12월 9일 ~ 1866년 11월 21일)는 독일의 수학자이다. 리만 곡면의 연구에 기여하였으나, 26세의 나이에 요절하였다.

## 생애
1839년 12월 9일 라이프치히에서 태어났다. 이후 아버지의 뜻을 따라 드레스덴 공과대학교(독일어: Technische Bildungsanstalt)에서 화학을 공부하였으나, 대학에서 수학 교수 오스카르 슐뢰밀히(독일어: Oscar Schlömilch)가 그의 수학적 재능을 알아보고 전공을 바꿀 것을 권하였다. 로흐는 이미 1859년에 전자기학의 수학적 이론에 대한 논문을 출판하였다. 같은 해 라이프치히 대학교에 입학하였고, 여기서 아우구스트 페르디난트 뫼비우스 아래 공부하였다. 1861년에는 괴팅겐 대학교에서 빌헬름 에두아르트 베버 및 베른하르트 리만의 강의를 수강하였다. 괴팅겐에서 3학기를 보낸 뒤, 로흐는 베를린 훔볼트 대학교로 전학하였고, 여기서 레오폴트 크로네커와 카를 바이어슈트라스를 만났다. 로흐는 1862년에 박사 학위를 수여받았다.
1863년에 로흐는 물리학에서 순수 수학으로 관심을 돌렸고, 유명한 리만-로흐 정리를 발표하였다. 1863 ~ 1866년 동안 로흐는 할레 대학교에서 수학을 강의하였고, 1866년 8월 21에 할레 대학교 교수가 되었다. 그러나 로흐는 심각한 결핵을 앓기 시작하였고, 1866년 10월 13일에 요양을 위하여 온화한 날씨의 베네치아로 갔으나, 베네치아에 도착한 지 1개월만에 1866년 11월 21일에 사망하였다.